# Miss Pernambuco
Miss Pernambuco (ou Miss Pernambuco Universo) é um concurso de beleza feminino de nível estadual que leva a melhor candidata pernambucana ao título de Miss Brasil, único caminho para a coroa de Miss Universo. Apesar de ter um número significativo de classificações no certame nacional, o estado venceu apenas a edição de 2024, com Luana Cavalcante Farsoni. Desde o falecimento do coordenador Miguel Braga (que esteve à frente do certame por 20 anos), a competição é realizada pela empresária Camila Albuquerque.

## Histórico

### Tabela de classificação

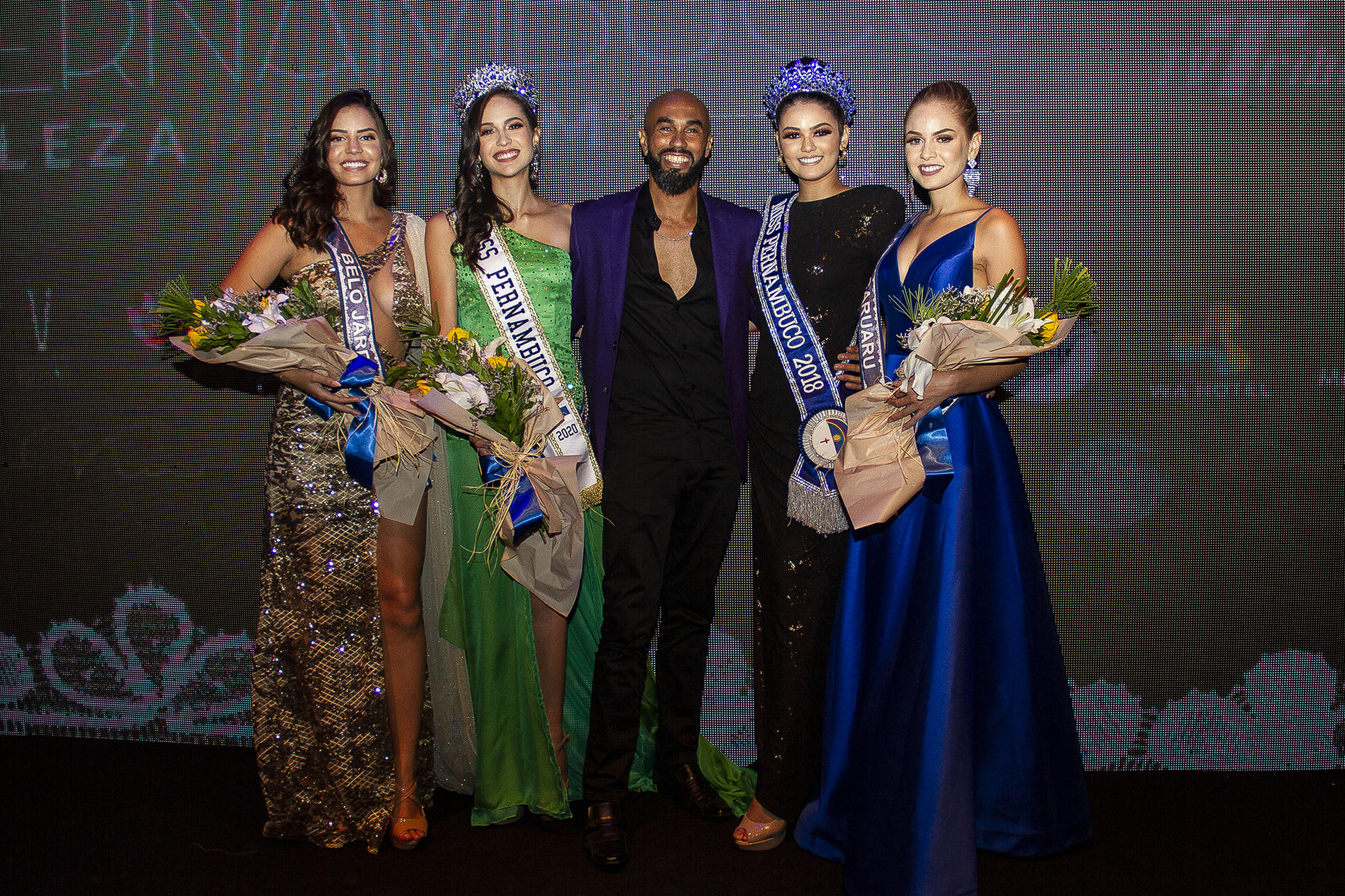
A edição não-oficial de 2020 que elegeu Guilhermina Montarroyos como detentora do título estadual. Última realizada por Miguel Braga.

Abaixo a performance das pernambucanas no Miss Brasil:
| Posição       | Performance |
| ------------- | ----------- |
| Miss Brasil   | 1           |
| 2º. Lugar     | 4           |
| 3º. Lugar     | 2           |
| 4º. Lugar     | 4           |
| 5º. Lugar     | 2           |
| Finalista     | 1           |
| Semifinalista | 16          |
| Total         | 30          |

### Observações
- As classificações do extinto território de Fernando de Noronha não entram no ranking para Pernambuco.
- Com o destronamento de Joseane Oliveira em 2002, a pernambucana Milena Lira passou a ser a 2ª colocada do Miss Brasil 2002.

### Prêmios
- Miss Simpatia: Wilma Ferreira (2007) e Isabela Nascimento (2009)

### Coordenações
Já estiveram à frente do concurso:
- de 1990 a 2020: Miguel Braga (Jornalista e produtor de eventos).[4]
- de 2021 a 2023: Romildo Alves (Decorador, diretor de cena e produtor de moda).[5] [6]
- em 2024: Patrícia Maria (Produtora de eventos da Domínio Promo).
- desde 2025: Camila Albuquerque (Produtora de eventos da CAP Assessoria).

### Hall das Vencedoras

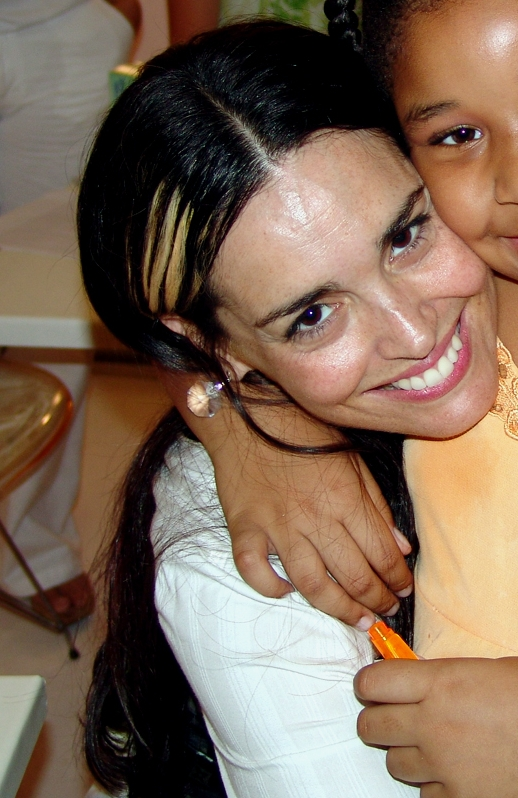
Miss Pernambuco 1984, Suzy Rêgo
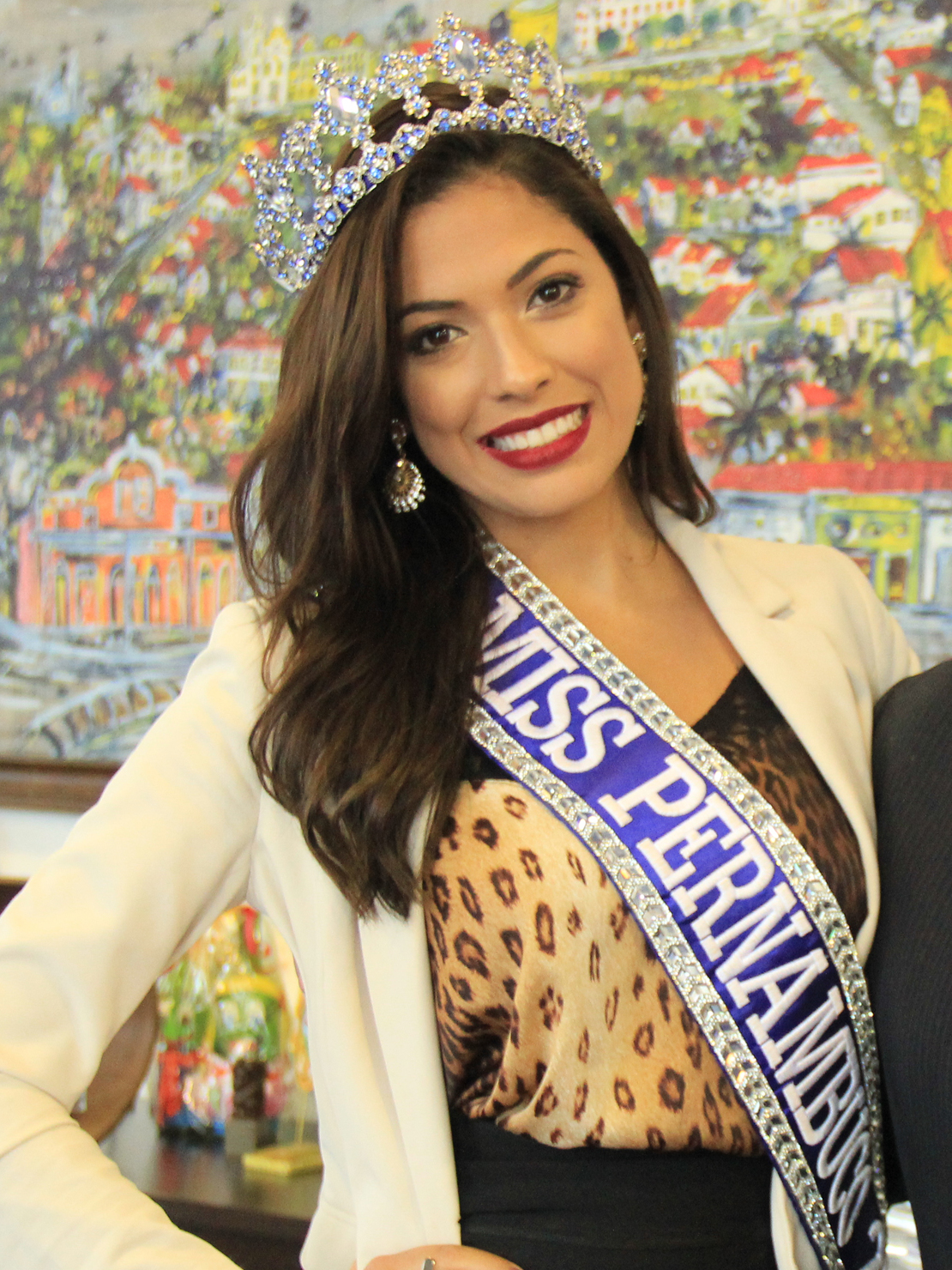
Miss Pernambuco 2015, Sayonara Veras
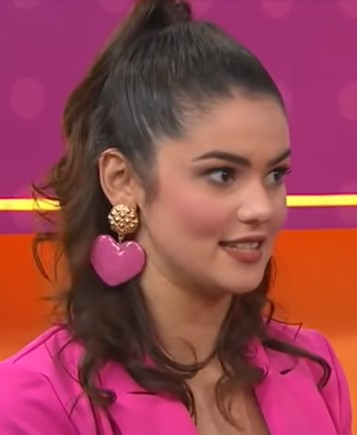
Miss Pernambuco 2018, Eslovênia Marques

## Vencedoras
A candidata tornou-se Miss Brasil.
     A Miss Pernambuco renunciou ao título estadual.
| Ano  | Participação                                            | Vencedoras                                              | Representação                                           | Miss Brasil                                             | Miss Universo                                           | Ref.                                                    |
| ---- | ------------------------------------------------------- | ------------------------------------------------------- | ------------------------------------------------------- | ------------------------------------------------------- | ------------------------------------------------------- | ------------------------------------------------------- |
| 2025 | 68ª                                                     | Jade de Paula Araújo Di Lêu                             | Recife                                                  | Semifinalista (Top 14)                                  |                                                         | [ 7 ]                                                   |
| 2024 | 67ª                                                     | Luana Cavalcante Farsoni                                | Recife                                                  | MISS BRASIL 2024                                        | (Não obteve classificação)                              | [ 8 ]                                                   |
| 2023 | 66ª                                                     | Maria Erivânia Izídio Souza                             | Santa Cruz do Capibaribe                                | Semifinalista (Top 16)                                  |                                                         | [ 9 ]                                                   |
| 2022 | 65ª                                                     | Ana Luiza Gonçalves                                     | Petrolina                                               |                                                         |                                                         | [ 10 ]                                                  |
| 2021 | 64ª                                                     | Millena Vasconcelos                                     | Sairé                                                   | Semifinalista (Top 15)                                  |                                                         | [ 11 ]                                                  |
| 2020 | A Miss Brasil foi indicada, portanto não houve disputa. | A Miss Brasil foi indicada, portanto não houve disputa. | A Miss Brasil foi indicada, portanto não houve disputa. | A Miss Brasil foi indicada, portanto não houve disputa. | A Miss Brasil foi indicada, portanto não houve disputa. | A Miss Brasil foi indicada, portanto não houve disputa. |
| 2019 | 63ª                                                     | Bárbara Souza                                           | Recife                                                  |                                                         |                                                         | [ 12 ]                                                  |
| 2018 | 62ª                                                     | Eslovênia Marques                                       | Caruaru                                                 | Semifinalista (Top 10)                                  |                                                         | [ 13 ]                                                  |
| 2017 | 61ª                                                     | Iully Thaísa Bezerra                                    | Tamandaré                                               | Finalista (Top 05)                                      |                                                         | [ 14 ]                                                  |
| 2016 | 60ª                                                     | Tallita Lima Martins                                    | Serra Talhada                                           | Semifinalista (Top 15)                                  |                                                         | [ 15 ]                                                  |
| 2015 | 59ª                                                     | Sayonara Alves Veras                                    | Olinda                                                  | Semifinalista (Top 15)                                  |                                                         | [ 16 ]                                                  |
| 2014 | 58ª                                                     | Rhayanne Crysthinne Nery                                | Recife                                                  |                                                         |                                                         | [ 17 ]                                                  |
| 2013 | 57ª                                                     | Helena de Castro Rios                                   | Recife                                                  | Semifinalista (Top 10)                                  |                                                         | [ 18 ]                                                  |
| 2012 | 56ª                                                     | Paula Lück Peres                                        | Jaboatão dos Guararapes                                 |                                                         |                                                         | [ 19 ]                                                  |
| 2011 | 55ª                                                     | Leidyane Vasconcelos                                    | Santa Cruz do Capibaribe                                |                                                         |                                                         | [ 20 ]                                                  |
| 2010 | 54ª                                                     | Luzielle Rayana Vasconcelos                             | Bezerros                                                |                                                         |                                                         | [ 21 ]                                                  |
| 2009 |                                                         | Isabela dos Santos Nascimento                           | Universidade Federal de Pernambuco                      | Renunciou, gravidez.                                    |                                                         | [ 22 ]                                                  |
| 2009 | 53ª                                                     | Fabiana Medeiros                                        | Olinda                                                  | Não disputou, assumiu.                                  |                                                         | [ 23 ]                                                  |
| 2008 | 52ª                                                     | Michelle Fernandes da Costa                             | Faculdade Maurício de Nassau                            | Semifinalista (Top 15)                                  |                                                         | [ 24 ]                                                  |
| 2007 | 51ª                                                     | Wilma Magda Ferreira Gomes                              | Faculdade Maurício de Nassau                            | 4º. Lugar                                               |                                                         | [ 25 ]                                                  |
| 2006 | 50ª                                                     | Rayana Carvalho de Magalhães                            | Aliança                                                 | Semifinalista (Top 10)                                  |                                                         | [ 26 ]                                                  |
| 2005 | 49ª                                                     | Carolline de Castilhos Medeiros                         | São Lourenço da Mata                                    |                                                         |                                                         | [ 27 ]                                                  |
| 2004 | 48ª                                                     | Amanda Hermínio Nolasco                                 | Vitória de Santo Antão                                  |                                                         |                                                         | [ 28 ]                                                  |
| 2003 | 47ª                                                     | Meyrielle Abrantes Barbosa                              | Vitória de Santo Antão                                  |                                                         |                                                         | [ 29 ]                                                  |
| 2002 | 46ª                                                     | Milena Ricarda de Lima Lira                             | Bom Jardim                                              | 2º. Lugar                                               |                                                         | [ 30 ]                                                  |
| 2001 | 45ª                                                     | Débora de Araújo Daggy                                  | Jaboatão dos Guararapes                                 | 4º. Lugar                                               |                                                         | [ 31 ]                                                  |
| 2000 | 44ª                                                     | Djanira Barbosa Pereira                                 | Santa Cruz do Capibaribe                                |                                                         |                                                         | [ 32 ]                                                  |
| 1999 | 43ª                                                     | Jadilza Bernardo Carvalho                               | Jataúba                                                 |                                                         |                                                         | [ 33 ]                                                  |
| 1998 | 42ª                                                     | Adriana da Silva Cabral                                 | Caruaru                                                 |                                                         |                                                         | [ 34 ]                                                  |
| 1997 | 41ª                                                     | Carolina Olímpia Portella                               | Olinda                                                  |                                                         |                                                         | —                                                       |
| 1996 | 40ª                                                     | Tatiana Galvão Queiroga                                 | Sport Club do Recife                                    | Semifinalista (Top 12)                                  |                                                         | —                                                       |
| 1995 | 39ª                                                     | Viviane Augusto Costa                                   | Igarassu                                                |                                                         |                                                         | —                                                       |
| 1994 | 38ª                                                     | Nubia Rejane Santana                                    | São Lourenço da Mata                                    |                                                         |                                                         | —                                                       |
| 1994 |                                                         | Ilma Aquino                                             | Camaragibe                                              | Renunciou, menor de idade.                              |                                                         | —                                                       |
| 1993 | A Miss Brasil foi indicada, portanto não houve disputa. | A Miss Brasil foi indicada, portanto não houve disputa. | A Miss Brasil foi indicada, portanto não houve disputa. | A Miss Brasil foi indicada, portanto não houve disputa. | A Miss Brasil foi indicada, portanto não houve disputa. | —                                                       |
| 1992 | 37ª                                                     | Cláudia Pessoa Romão                                    | Associação PCEF                                         | Semifinalista (Top 12)                                  |                                                         | —                                                       |
| 1991 | 36ª                                                     | Ana Cristina de Medeiros                                | Gravatá                                                 |                                                         |                                                         | —                                                       |
| 1990 | Não houve disputa nacional de Miss Brasil em 1990.      | Não houve disputa nacional de Miss Brasil em 1990.      | Não houve disputa nacional de Miss Brasil em 1990.      | Não houve disputa nacional de Miss Brasil em 1990.      | Não houve disputa nacional de Miss Brasil em 1990.      | —                                                       |
| 1989 | 35ª                                                     | Ana Cristina de Medeiros                                | Gravatá                                                 |                                                         |                                                         | —                                                       |
| 1988 | 34ª                                                     | Ana Maria Guimarães                                     | Clube Rodoviário                                        | Semifinalista (Top 12)                                  |                                                         | —                                                       |
| 1987 | 33ª                                                     | Margarida Dijá Brasileiro                               | Ele & Ela Modas                                         |                                                         |                                                         |                                                         |
| 1986 | 32ª                                                     | Flávia Maria Guimarães                                  | Clube Internacional do Recife                           | Semifinalista (Top 12)                                  |                                                         | [ 35 ]                                                  |
| 1985 | 31ª                                                     | Simone Augusto Costa                                    | Clube Português do Recife                               |                                                         |                                                         | [ 36 ]                                                  |
| 1984 | 30ª                                                     | Suzy Sheila Rêgo                                        | Ilha de Itamaracá                                       | 2º. Lugar                                               |                                                         | [ 37 ]                                                  |
| 1983 | 29ª                                                     | Mônica Cardoso Lima                                     | Igarassu                                                |                                                         |                                                         | [ 38 ]                                                  |
| 1982 | 28ª                                                     | Simone Valença Duque                                    | Clube Internacional do Recife                           | 3º. Lugar                                               |                                                         | [ 39 ]                                                  |
| 1981 | 27ª                                                     | Rita de Cássia Spencer                                  | São Benedito do Sul                                     | 5º. Lugar                                               |                                                         | [ 40 ]                                                  |
| 1980 | 26ª                                                     | Ana Lúcia Caldas de Souza                               | Clube Internacional do Recife                           | Semifinalista (Top 10)                                  |                                                         | [ 41 ]                                                  |
| 1979 | 25ª                                                     | Anne Elizabeth Brasileiro                               | Aeroclube do Recife                                     | Semifinalista (Top 12)                                  |                                                         | [ 42 ]                                                  |
| 1978 | 24ª                                                     | Ângela Agra Galvão                                      | Clube Português do Recife                               | 5º. Lugar                                               |                                                         | [ 43 ]                                                  |
| 1977 | 23ª                                                     | Zilene de Sá Torres                                     | Goiana                                                  |                                                         |                                                         | [ 44 ]                                                  |
| 1976 | 22ª                                                     | Matilde de Souza Terto                                  | Serra Talhada                                           |                                                         |                                                         | [ 45 ]                                                  |
| 1975 | 21ª                                                     | Maria de Fátima Mourato                                 | Serra Talhada                                           |                                                         |                                                         | [ 46 ]                                                  |
| 1974 | 20ª                                                     | Cilene Bezerra da Costa                                 | Serra Talhada                                           |                                                         |                                                         | [ 47 ]                                                  |
| 1973 | 19ª                                                     | Enilda Ramos de Sá Barreto                              | Ass. Universitária do Trabalho                          |                                                         |                                                         | [ 48 ]                                                  |
| 1972 | 18ª                                                     | Maria Madalena Jácome Brito                             | ESURP                                                   | 4º. Lugar                                               |                                                         | [ 49 ]                                                  |
| 1971 | 17ª                                                     | Dilene Maria Roberto de Araújo                          | Garanhuns                                               |                                                         |                                                         | [ 50 ]                                                  |
| 1970 | 16ª                                                     | Ana Almeny de Arruda Corrêa                             | Surubim                                                 |                                                         |                                                         | [ 51 ]                                                  |
| 1969 | 15ª                                                     | Maria Jerusa Freitas Farias                             | Belo Jardim                                             |                                                         |                                                         | [ 52 ]                                                  |
| 1968 | 14ª                                                     | Eunice Mergulhão Maciel                                 | Caruaru                                                 |                                                         |                                                         | [ 53 ]                                                  |
| 1967 | 13ª                                                     | Vera Maria da Silva Dias                                | Círculo Militar do Recife                               |                                                         |                                                         | [ 54 ]                                                  |
| 1966 | 12ª                                                     | Raiolanda Castello Branco                               | Círculo Militar do Recife                               |                                                         |                                                         | [ 55 ]                                                  |
| 1965 | 11ª                                                     | Alda Maria Simonetti Maia                               | Sport Club do Recife                                    |                                                         |                                                         | [ 56 ]                                                  |
| 1964 | 10ª                                                     | Ana Maria Costa Caldas                                  | Clube Náutico Capibaribe                                | 4º. Lugar                                               |                                                         | [ 57 ]                                                  |
| 1963 | 9ª                                                      | Vera Lúcia Torres Bezerra                               | Clube Náutico Capibaribe                                |                                                         |                                                         | [ 58 ]                                                  |
| 1962 | 8ª                                                      | Terezinha Costa Frazão                                  | Clube Português do Recife                               |                                                         |                                                         | [ 59 ]                                                  |
| 1961 | 7ª                                                      | Maria Lúcia Santa Cruz                                  | Clube Internacional do Recife                           | Semifinalista (Top 08)                                  |                                                         | [ 60 ]                                                  |
| 1960 | 6ª                                                      | Maria Edilene Torreão                                   | Santa Cruz Futebol Clube                                | 3º. Lugar                                               |                                                         | [ 61 ]                                                  |
| 1959 | 5ª                                                      | Dione Brito de Oliveira                                 | Clube Intermunicipal de Caruaru                         | 2º. Lugar                                               |                                                         | [ 62 ]                                                  |
| 1958 | 4ª                                                      | Sônia Maria Campos                                      | Santa Cruz Futebol Clube                                | 2º. Lugar                                               |                                                         | [ 63 ]                                                  |
| 1957 | 3ª                                                      | Zayra Moreira Pimentel                                  | Clube Náutico Capibaribe                                |                                                         |                                                         | [ 64 ]                                                  |
| 1956 | 2ª                                                      | Nelbe Souza Chateaubriand                               | Clube Náutico Capibaribe                                |                                                         |                                                         | [ 65 ]                                                  |
| 1955 | 1ª                                                      | Alba Carneiro de Souza Leão                             | Aeroclube do Recife                                     |                                                         |                                                         | [ 66 ]                                                  |

### Observações
1. Não são naturais do Pernambuco, as misses:
  1. Terezinha Frazão (1962) é de Alagoas.
  2. Ana Maria Caldas (1964) é do Rio de Janeiro.
  3. Alda Maria Simonetti (1965) é de São Paulo.
  4. Raiolanda Castello (1966) é do Rio de Janeiro.
  5. Vera Maria da Silva (1967) é do Rio Grande do Sul.
  6. Eslovênia Marques (2018) é da Paraíba.

## Títulos

### Por Representação
Os títulos estaduais adquiridos por todos os tipos de representação:
| Representação                   | Títulos | Vitórias                     |
| ------------------------------- | ------- | ---------------------------- |
| Recife                          | 5       | 2013, 2014, 2019, 2024, 2025 |
| Serra Talhada                   | 4       | 1974, 1975, 1976, 2016       |
| Clube Internacional do Recife   | 4       | 1961, 1980, 1982, 1986       |
| Clube Náutico Capibaribe        | 4       | 1956, 1957, 1963, 1964       |
| Santa Cruz do Capibaribe        | 3       | 2000, 2011, 2023             |
| Caruaru                         | 3       | 1968, 1998, 2018             |
| Clube Português do Recife       | 3       | 1962, 1978, 1985             |
| Olinda                          | 2       | 1997, 2015                   |
| Jaboatão dos Guararapes         | 2       | 2001, 2012                   |
| Faculdade Maurício de Nassau    | 2       | 2007, 2008                   |
| São Lourenço da Mata            | 2       | 1994, 2005                   |
| Vitória de Santo Antão          | 2       | 2003, 2004                   |
| Igarassu                        | 2       | 1983, 1995                   |
| Gravatá                         | 2       | 1989, 1991                   |
| Sport Club do Recife            | 2       | 1965, 1996                   |
| Aeroclube do Recife             | 2       | 1955, 1979                   |
| Círculo Militar do Recife       | 2       | 1966, 1967                   |
| Santa Cruz Futebol Clube        | 2       | 1958, 1960                   |
| Petrolina                       | 1       | 2022                         |
| Sairé                           | 1       | 2021                         |
| Tamandaré                       | 1       | 2017                         |
| Bezerros                        | 1       | 2010                         |
| UFPE                            | 1       | 2009                         |
| Aliança                         | 1       | 2006                         |
| Bom Jardim                      | 1       | 2002                         |
| Jataúba                         | 1       | 1999                         |
| Associação PCEF                 | 1       | 1992                         |
| Clube Rodoviário                | 1       | 1988                         |
| Ele & Ela Modas                 | 1       | 1987                         |
| Ilha de Itamaracá               | 1       | 1984                         |
| São Benedito do Sul             | 1       | 1981                         |
| Goiana                          | 1       | 1977                         |
| Ass. Univ. do Trabalho          | 1       | 1973                         |
| ESURP                           | 1       | 1972                         |
| Garanhuns                       | 1       | 1971                         |
| Surubim                         | 1       | 1970                         |
| Belo Jardim                     | 1       | 1969                         |
| Clube Intermunicipal de Caruaru | 1       | 1959                         |